# Jennifer Doey
Jennifer Doey (nacida Jennifer Wallinga, Scarborough, 9 de enero de 1965) es una deportista canadiense que compitió en remo.
Ganó tres medallas en el Campeonato Mundial de Remo, en los años 1986 y 1991. Participó en los Juegos Olímpicos de Seúl 1988, ocupando el séptimo lugar en la prueba de cuatro con timonel.

## Palmarés internacional
| Campeonato Mundial | Campeonato Mundial       | Campeonato Mundial | Campeonato Mundial |
| Año                | Lugar                    | Medalla            | Prueba             |
| ------------------ | ------------------------ | ------------------ | ------------------ |
| 1986               | Nottingham (Reino Unido) | Medalla de bronce  | Cuatro con timonel |
| 1991               | Viena (Austria)          | Medalla de oro     | Cuatro sin timonel |
| 1991               | Viena (Austria)          | Medalla de oro     | Ocho con timonel   |